# Smeliënkamp
Smeliënkamp is een wijk van 48 hectare groot, in Blerick, een stadsdeel van Venlo in de Nederlandse provincie Limburg. In 2003 bedroeg het inwoneraantal 2480 en het was in 2006 gestegen naar 2530 inwoners. De wijk loopt van het Lambertusplein tot aan het Nieuwborgpark tot aan het spoor.
De geschiedenis van de wijk gaat terug in de 11e eeuw. Weliswaar was het destijds nog geen wijk, maar er was in ieder geval bebouwing.
Jarenlang kon het centrum van Blerick niet uitbreiden naar het noorden. Daar lag namelijk, tegenover het centrum van Venlo, Fort Sint-Michiel en bouwen in het schootsveld van het fort mocht niet. Toen aan het einde van de 19e eeuw, op 1 oktober 1866, de Spoorlijn Venlo - Eindhoven gereed kwam, moest het fort sluiten. Blerick kon eindelijk bouwen richting het noorden.
Op een driesprong van zandwegen werd in 1934 de Sint-Lambertuskerk gebouwd. De Buizenfabriek Blerick domineerde lange tijd het uiterlijk van de wijk. Deze fabriek is al lange tijd geleden gesloopt en op het terrein is intussen de nieuwbouwwijk Het Hof van Blerick verrezen. De huizen die destijds om de buizenfabriek heen zijn gebouwd, werden gedeeltelijk gesloopt voor de aanleg van de Burgemeester Gommansstraat. Deze weg moest Venlo met de nieuwe wijk Hazenkamp verbinden.